# Абстрактный метод
Абстра́ктный ме́тод (или чистый виртуальный метод (pure virtual method — часто неверно переводится как чисто виртуальный метод)) — в объектно-ориентированном программировании, метод класса, реализация для которого отсутствует. Класс, содержащий абстрактные методы, также принято называть абстрактным (там же и пример). Абстрактные методы зачастую путают с виртуальными. Абстрактный метод подлежит определению в классах-наследниках, поэтому его можно отнести к виртуальным, но не каждый виртуальный метод является абстрактным.

### Назначение
Абстрактный метод ничего не делает, но определяет параметры и возвращаемое значение.
Назначение абстрактных методов:
- описание абстракции, которая в более конкретизированном виде не может быть реализована;
- формальное (без реализации — есть или нет) удовлетворение требований о наличии статических методов при обращении к ним для прохождения проверки компилятора статической типизации, когда реализация их будет определена динамически (в процессе работы программы).

### Примеры

#### С#
```
abstract
 
type
 
method_name
(
params
);
//определение в родительском классе

override
 
method_name
(
params
){...};
//определение в дочернем классе

```

#### C++
```
virtual
 
void
 
Abstr
 
()
 
=
 
0
;
 
// Чистая (пустая) виртуальная функция.

```

#### Delphi
```
procedure
 
AbstractProcedure
;
 
virtual
;
 
abstract
;

```

#### Java
```
abstract
 
void
 
methodName
();

```

#### PHP
```
abstract
 
class
 
AbstractClass

{

    
abstract
 
protected
 
function
 
methodName
();

}

```